# 東北六魂祭
東北六魂祭（とうほくろっこんさい）は、東北6県の各県庁所在地（以下「東北6県都」）の代表的な6つの夏祭りを一同に集めた祭りである。2011年（平成23年）3月11日に発生した東北地方太平洋沖地震（東日本大震災）の鎮魂と復興を願い、同年より2016年（平成28年）まで東北6県都で持ち回り開催された。
2017年（平成29年）より「東北絆まつり」へと引き継がれた。

## 概要
電通が東北6市の商工会議所からなる「東北まつりネットワーク」（新・東北夏祭りネットワーク）と企画した「東北6県都」の代表的な6つの夏祭りが参加し、夏祭りへの集客に結び付ける大型イベントである。実質的な運営者は電通パブリックリレーションズ（東京都）。
題字は、宮城県栗原市（岩手・宮城内陸地震の被災地）で生まれ、岩手県上閉伊郡大槌町（東北地方太平洋沖地震による津波の被災地）で育った、岩手県盛岡市在住の中学1年生（12歳）の書道家が揮毫した。なお、「東北六魂祭」と上記の題字ロゴは、電通の商標登録（登録番号5654489、出願日2012年2月1日）であり、使用にあたっては電通の許諾が必要である。電通社内では、多数のスポンサー企業に協賛してもらい、普段交流のない6祭り団体や商工会議所の間を連携するため、部署横断のチームが組織された。
2011年（平成23年）3月11日に発生した東北地方太平洋沖地震（東日本大震災）により全国的に祭りやイベント開催に自粛ムードが広がる中、同年7月に宮城県仙台市で初開催された。2012年（平成24年）5月に岩手県盛岡市で第2回、2013年（平成25年）6月に福島県福島市で第3回が開催され、2014年（平成26年）5月には津波被災地外としては初めて山形県山形市で第4回が開催された。開祭式には震災の犠牲者への黙祷を捧げ、閉祭式には鎮魂のため合唱を行っている。
| 回 | 開催日                 | 開催地 | 人出   | テーマ | 副題                           | テーマ曲                                |
| -- | ---------------------- | ------ | ------ | ------ | ------------------------------ | --------------------------------------- |
| 1  | 2011年7月16日・7月17日 | 仙台市 | 37万人 | 祈     |                                | Rake 「誓い」                           |
| 2  | 2012年5月26日・5月27日 | 盛岡市 | 24万人 | 希     | 復興はつづく。魂も、つづく。   |                                         |
| 3  | 2013年6月1日・6月2日   | 福島市 | 25万人 | 福     | 今こそ、魂のチカラを。         | TOHOKU ROCK'N BAND 「東北 ROCK'N 音頭」 |
| 4  | 2014年5月24日・5月25日 | 山形市 | 26万人 | 起     | いざ、新しい東北へ。           | TOHOKU ROCK'N BAND 「東北 ROCK'N 音頭」 |
| 5  | 2015年5月30日・5月31日 | 秋田市 | 26万人 | 輝     | 東北の心はひとつ、さらに前へ。 | TOHOKU ROCK'N BAND 「東北 ROCK'N 音頭」 |
| 6  | 2016年6月25日・6月26日 | 青森市 | 17万人 | 跳     | 未来へ跳ねよ、東北の魂。       | TOHOKU ROCK'N BAND 「東北 ROCK'N 音頭」 |

| 都市 （県庁所在地） | 祭り名         | パレード   | パレード               | 展示     |
| 都市 （県庁所在地） | 祭り名         | 山車等     | 踊り等                 | 展示     |
| ------------------- | -------------- | ---------- | ---------------------- | -------- |
| 青森県 青森市       | 青森ねぶた祭   | ねぶた     | ハネト                 | ねぶた   |
| 岩手県 盛岡市       | 盛岡さんさ踊り | －盛岡山車 | さんさ踊り             | －       |
| 宮城県 仙台市       | 仙台七夕まつり | －         | すずめ踊り             | 七夕飾り |
| 秋田県 秋田市       | 秋田竿燈まつり | 竿燈妙技   | 竿燈妙技               | 竿燈     |
| 山形県 山形市       | 山形花笠まつり | －         | 花笠音頭               | －       |
| 福島県 福島市       | 福島わらじ祭り | 大草鞋     | ダンシングそーだナイト | 大草鞋   |

メインイベントは「6大祭りパレード」であるが、パレードは道を一方向に動きながら行うため、その提示方法に適さない仙台七夕まつりは七夕飾りが祭り会場の飾り付けとして用いられ、パレードにはすずめ踊りが参加している。また、秋田竿燈まつりはパレード会場の一ヶ所に留まって妙技を披露する。その他、開催県の祭りからもパレードに参加がある場合もある。
パレードの模様は、地元テレビ（第1回は宮城テレビ放送、第2回はIBC岩手放送および岩手めんこいテレビ）やライブストリーミング（第1回はUstream、第2回はこれに東日本電信電話とニワンゴも加わった）、第4回は山形県内の民放全局（テレビユー山形、さくらんぼテレビジョン、山形放送、山形テレビ）、第5回は秋田県内の民放全局（秋田放送、秋田テレビ、秋田朝日放送）と秋田ケーブルテレビによる生中継も行われた。

## 各回の概要
第1回は被災地の復興が進んでいなかったため、ステージでは仙台に縁がある歌手などが出演していたが、第2回からは東北の伝統芸能の上演が大部分となった。

### 第1回 宮城県仙台市
| 開催日        | イベント会場                                            | 6大祭りパレード                                   |
| ------------- | ------------------------------------------------------- | ------------------------------------------------- |
|               | 勾当台公園周辺（北緯38度16分1.2秒 東経140度52分12.5秒） | 定禅寺通（北緯38度15分56.9秒 東経140度52分8.6秒） |
| 7月16日（土） | 10:00 - 19:00                                           | 17:00 - 19:00                                     |
| 7月17日（日） | 10:00 - 17:00                                           | 12:00 - 14:00                                     |

- イベント会場 ：
  - 仙台市役所本庁舎前庭（青森ねぶた、仙台七夕、秋田竿燈の展示）
  - 勾当台公園市民広場ステージ（Dorothy Little Happy、坂本サトル、MONGOL800、さとう宗幸、あんべ光俊、小柳ルミ子ら）
  - 勾当台公園野外音楽堂ステージ（シオダマサユキ、東田トモヒロ、中川晃教、なだぎ武、JABBERLOOP、熊谷和徳ら）
  - 勾当台公園いこいのゾーンステージ（イケメン'ズ、ルミカら）

5月31日に6市長が共同記者会見を行い2011年7月16日・17日の開催を発表した。
宮城県警察に警備の依頼があったのは6月初旬であり、十分な警備計画を建てる暇はなかったという。来場者については2日間で10万人を見込んでいたが、折しも復興支援熱が盛り上がっていた時期であったこともあり、予想を大幅に上回る36万人の来場となった。このため会場一帯を初めとして市中心部は大混雑となり、仙台市議会の議事録で「地下鉄に乗れない、地下鉄から上がれない、上がったら、もう怒号の交わし合い。子供は泣き叫ぶ。喉は渇く。飲み物はない。」と記述される大混乱となった。結局この混雑の中、25人が熱中症で救急搬送された。
メインイベントである定禅寺通りのパレードについては、16日は20分遅れの17時20分に開始したものの、パレードの進路である車道に観衆が溢れだし、行進が不可能になったため、18時40分に秋田竿燈まつりと青森ねぶた祭のパレードが行われないまま終了した。17日についてはパレードの進路を北側車線のみに縮小して12時00分に開始されたが、やはり車道に観衆が溢れ、パレードを通りの往復から往路のみに短縮して終了した。
仙台市は7月19日付けで「あまりの混雑に怖い思いをされた皆さま」へ陳謝した。
第1回の仙台市への経済波及効果については103億円と算定された。

### 第2回 岩手県盛岡市
| 開催日        | イベント会場                                          | 6大祭りパレード                                   |
| ------------- | ----------------------------------------------------- | ------------------------------------------------- |
|               | 盛岡城跡公園周辺（北緯39度42分2.4秒 東経141度9分4秒） | 中央通り（北緯39度42分15.2秒 東経141度8分56.4秒） |
| 5月26日（土） | 10:00 - 18:00                                         | 15:00 - 17:30                                     |
| 5月27日（日） | 10:00 - 17:00                                         | 12:00 - 14:30                                     |

- イベント会場
  - 盛岡城跡公園多目的広場（宮古山口太鼓、普代鵜鳥神楽、釜石虎舞、中野七頭舞、明戸虎舞打ちばやし、水戸辺鹿子躍）
  - 盛岡城跡公園芝生広場（シオダマサユキ、JABBERLOOP、Ho Capito、TAP JAM BEATZら）
  - 中津川河川敷（チャグチャグ馬コによる馬追い上演）
  - 岩手県庁前広場および岩手公園亀ケ池（青森ねぶた、盛岡山車（特別参加）、仙台七夕、福島わらじの展示）
  - 会場内各所で東北物産展・協賛企業の販売ブースなどが設置。また、幕間狂言としてしましまとらのしまじろうが現れ、観客とともに踊りを踊っている。

1月20日に6市長が共同記者会見を行い、2012年5月26日・27日の開催を発表した。
5月9日に岩手県警察より雑踏警備の概要が発表された。当日は盛岡中心部に大規模な交通規制が敷かれ、大きな混乱はなかった。ただし、沿道が埋まった時点でパレード中の中央通りは入場が規制され、パレードを見られない客が続出した。また、ボトルネックとなる場所の規制も徹底され、26日の祭終了後の時間帯には帰りの客が殺到した盛岡駅でも入場規制が行われた。
開催前は2日間で20万人の来場を見込んでいたが、24万3千人と見込みを上回った。第2回の盛岡市への経済波及効果については22億円と算定された。

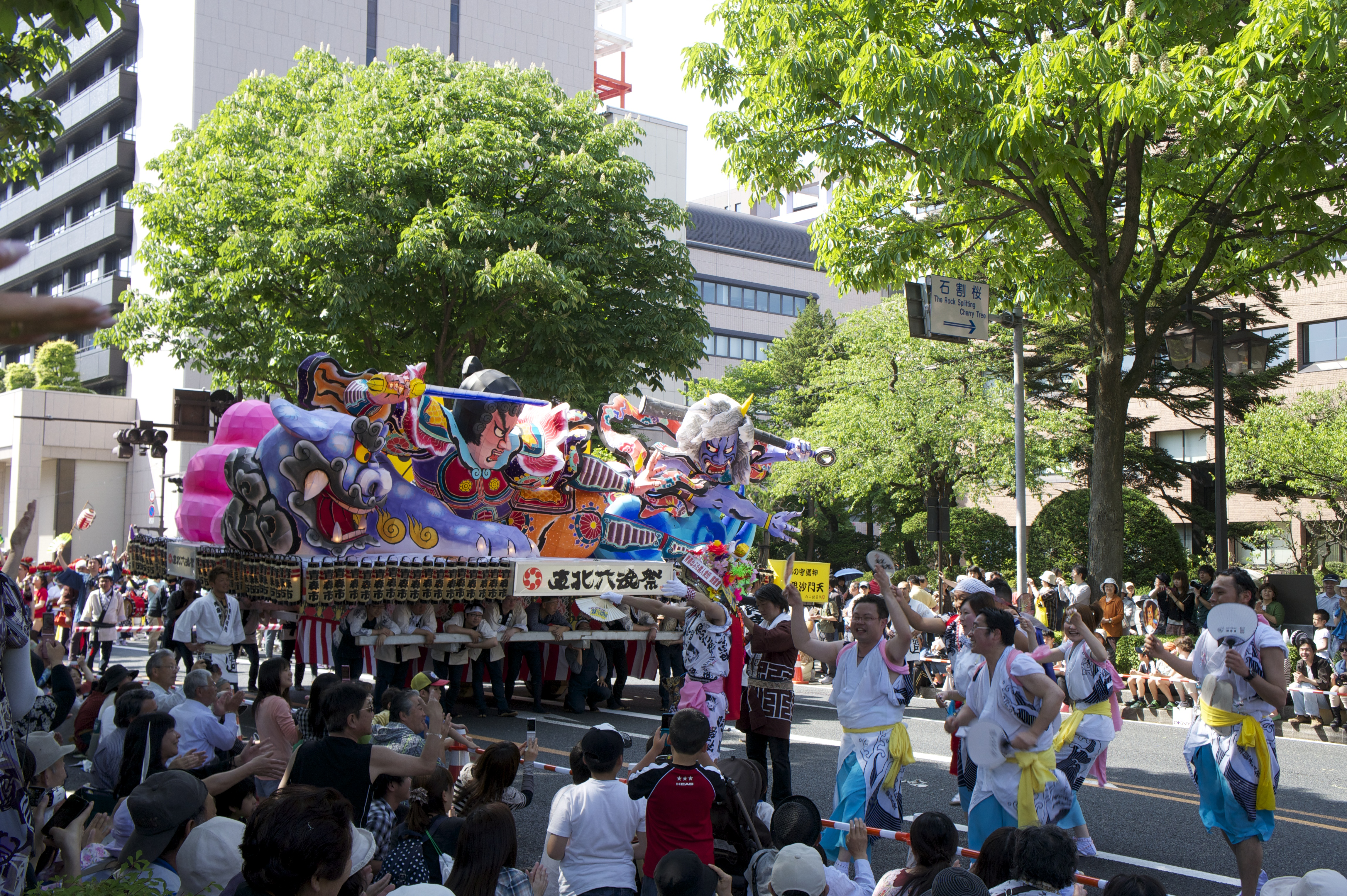
青森ねぶた祭
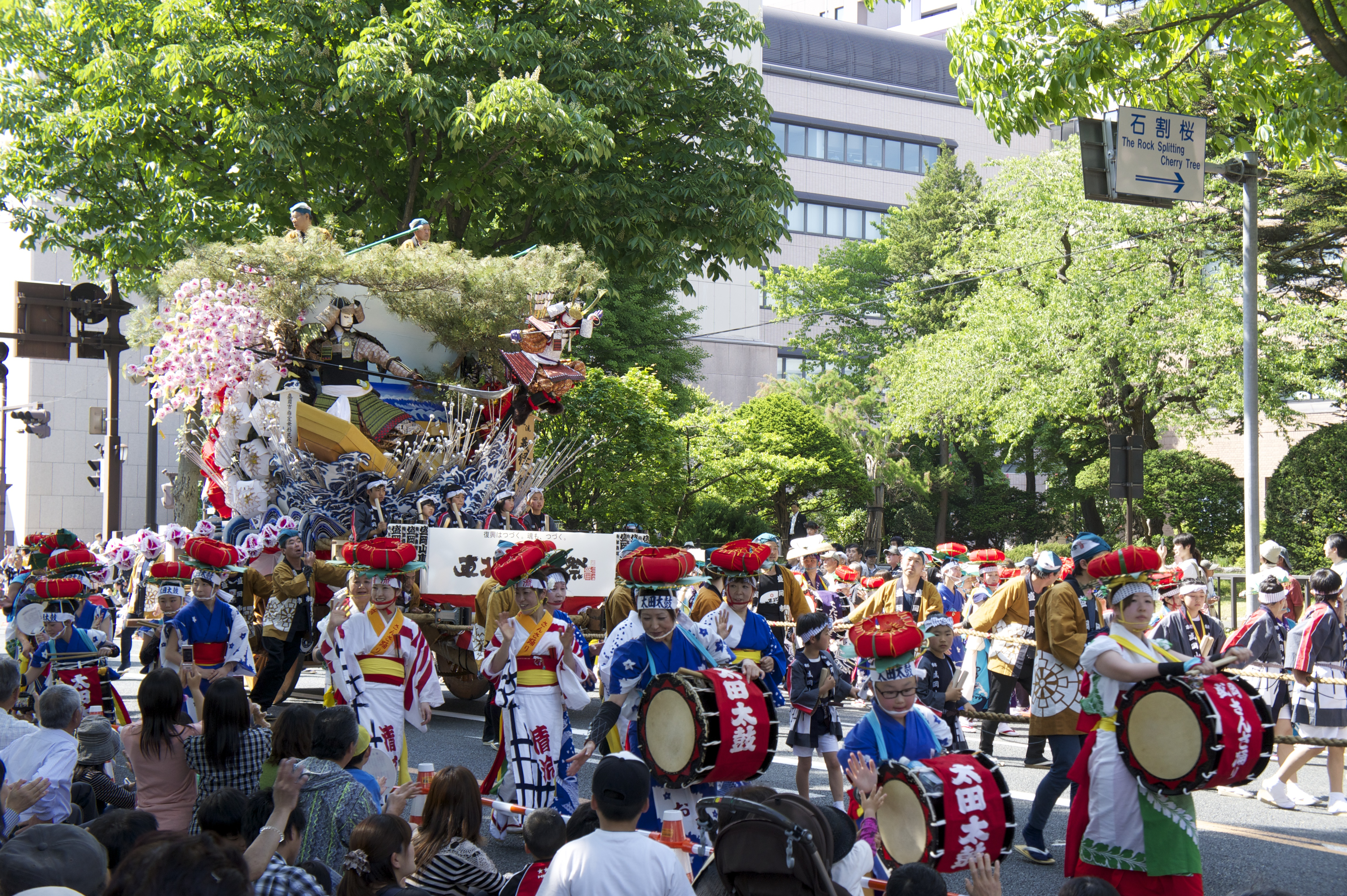
盛岡さんさ踊り・盛岡山車   東北六魂祭 参加演題「義経八艘飛び」
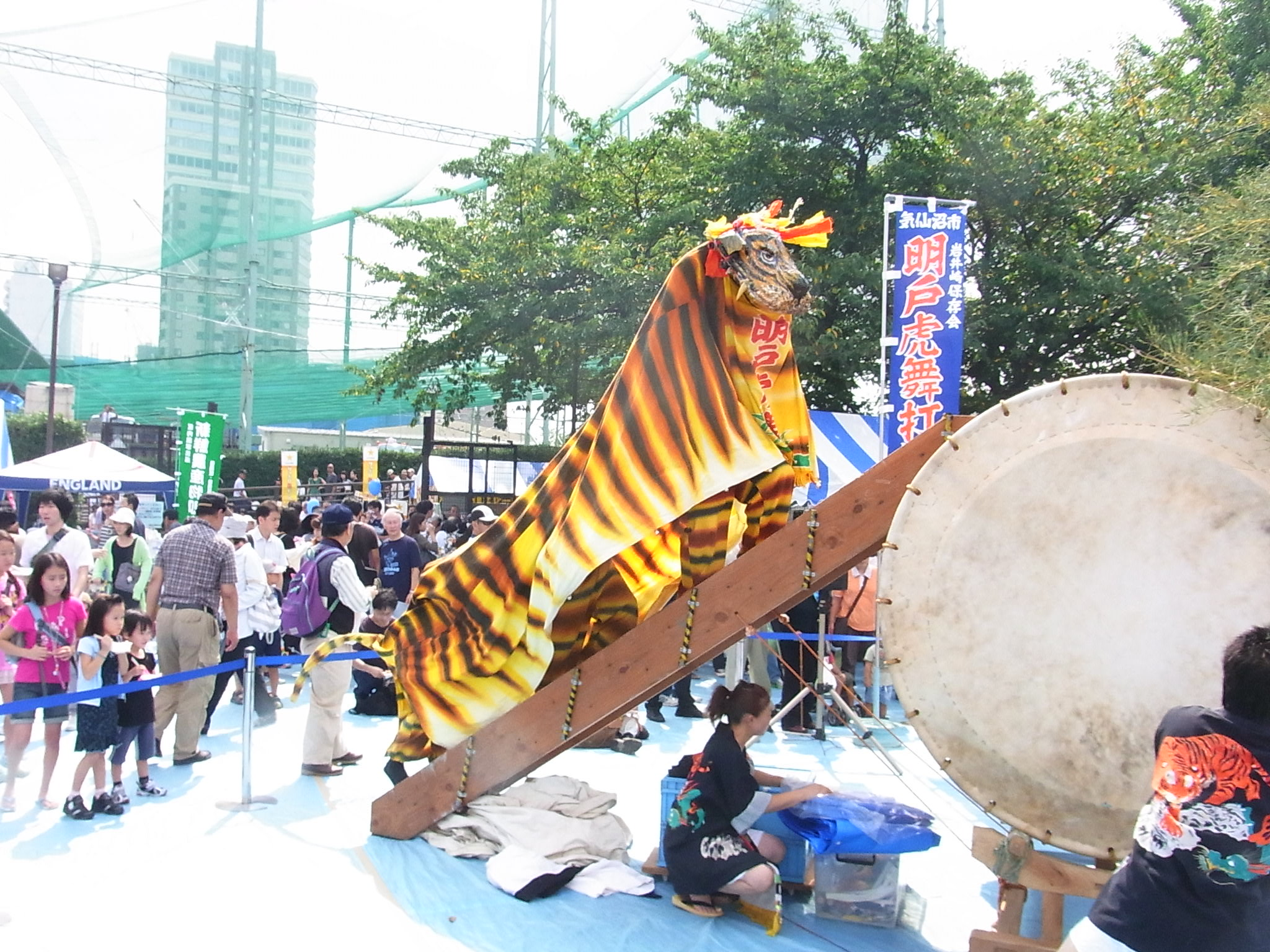
盛岡 気仙沼明戸虎舞打ちばやし
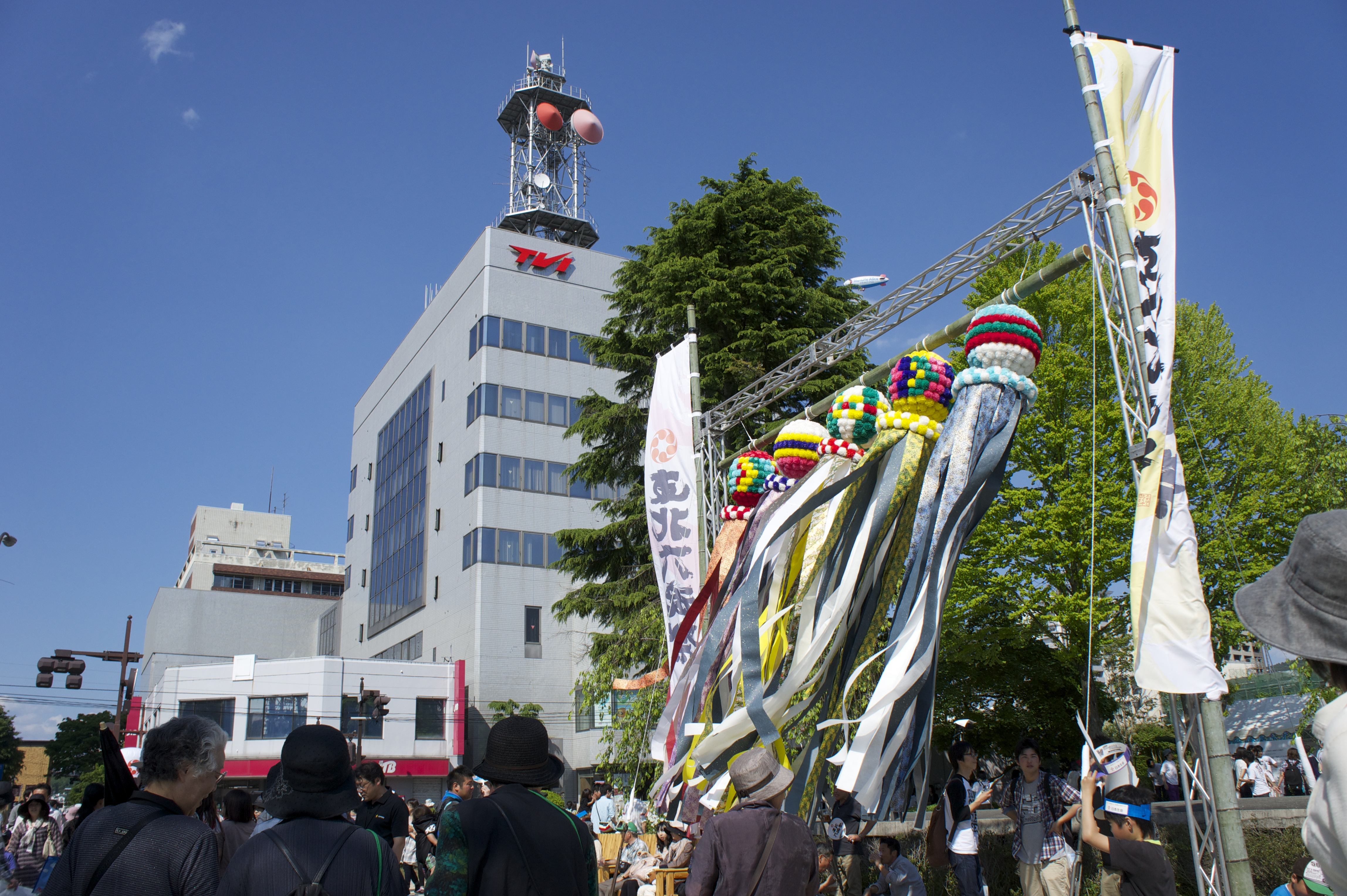
仙台七夕まつり
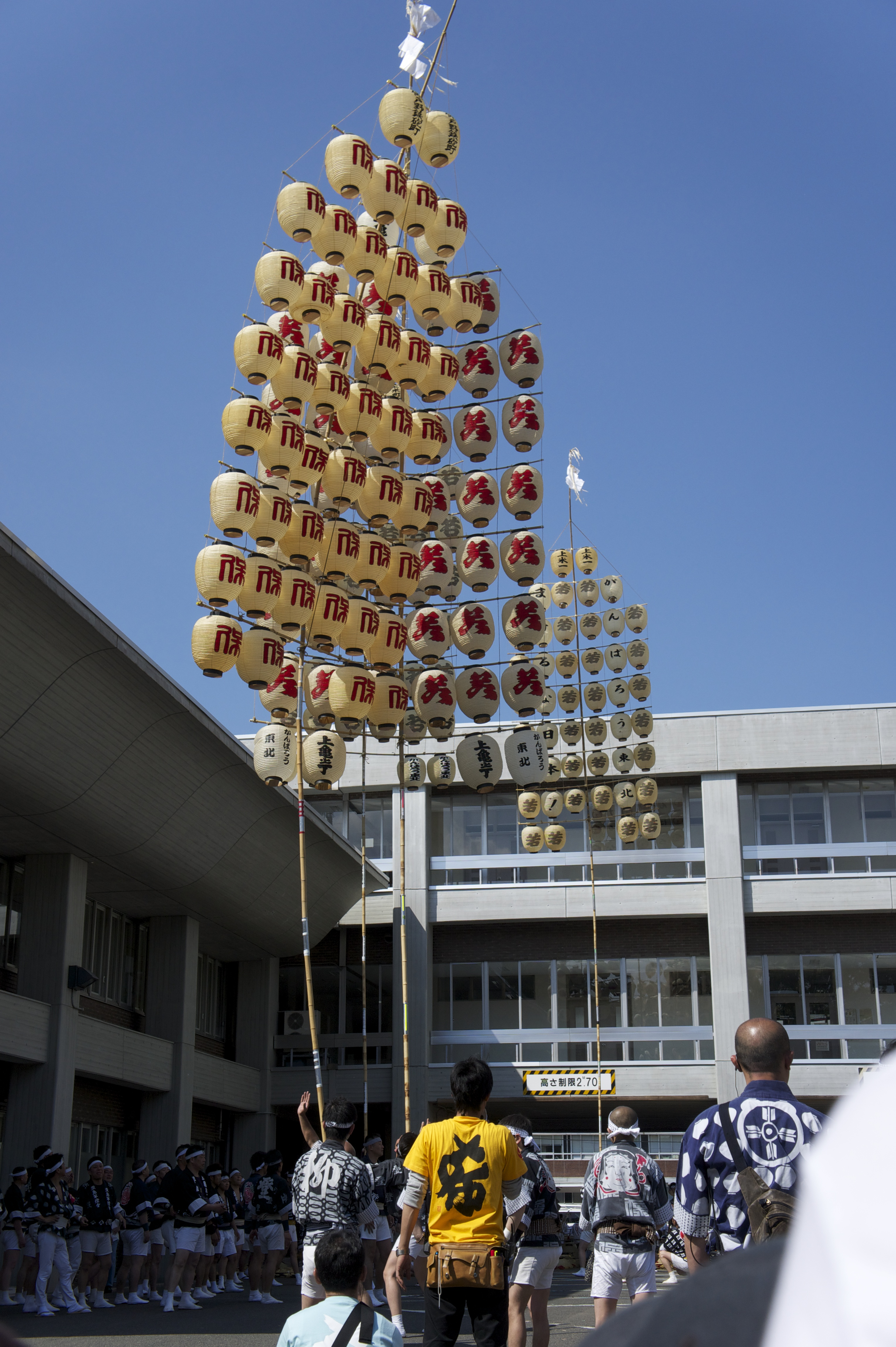
秋田竿燈まつり
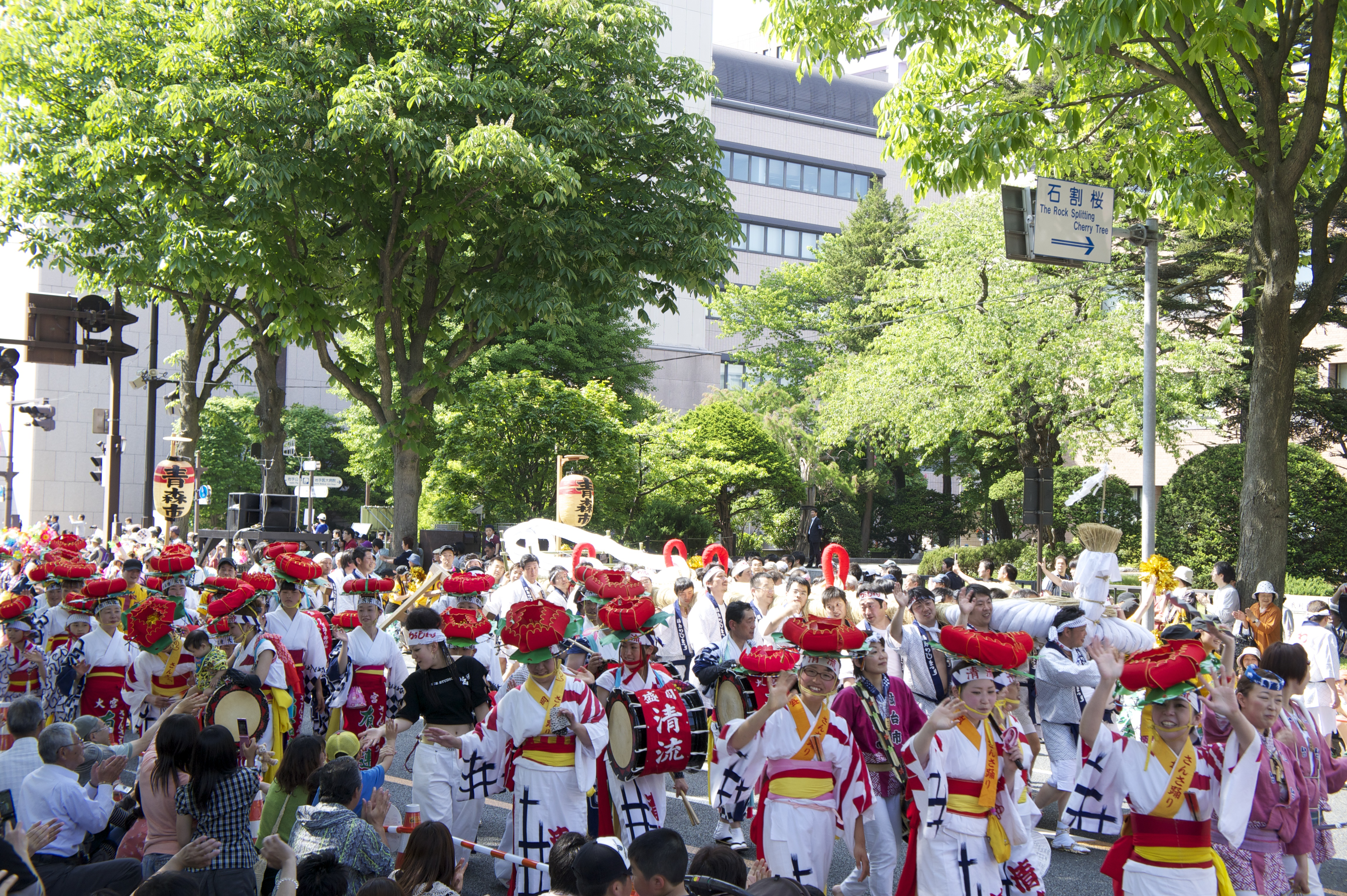
福島わらじまつり・盛岡さんさ踊り

### 第3回 福島県福島市
| 開催日       | イベント会場                                               | 6大祭りパレード                                   |
| ------------ | ---------------------------------------------------------- | ------------------------------------------------- |
|              | 旧福島市役所跡地（北緯37度45分38.8秒 東経140度28分24.2秒） | 国道4号（北緯37度45分32.9秒 東経140度28分29.9秒） |
| 6月1日（土） | 10:00 - 18:00                                              | 14:30 - 17:00                                     |
| 6月2日（日） | 10:00 - 17:00                                              | 12:30 - 15:00                                     |

- イベント会場 ：
  - 旧福島市役所跡地
  - 福島市役所駐車場（青森ねぶた、仙台七夕、福島わらじの展示）
  - 新浜公園
  - 福島競馬場観覧スタンド
  - 福島大学附属小学校校庭（福島県内の伝統芸能上演）
  - 福島市立福島第二小学校校庭（佑多田三斗、JABBERLOOP、Ho Capito、COMA*ら）

1月24日に6市長が共同記者会見を行い、2013年6月1日・2日の開催を発表した。前二回の開催と異なり、大規模イベントを開催できる会場がないため、会場は市内中心部の数箇所に分散して開催されることなり、前回同様市内の広範囲で交通規制が敷かれた。また、パレード会場の入場規制により観覧できない観客への対策として、メイン会場に大型映像装置を設置してパレードの様子を中継した。
6月1日には、会場上空にて航空自衛隊のブルーインパルスが曲技飛行で「サクラ」を描いた。

### 第4回 山形県山形市
| 開催日        | メイン会場       | 6大祭りパレード            |
| ------------- | ---------------- | -------------------------- |
|               | 県民ふれあい広場 | 旅篭町十字路〜五中西十字路 |
| 5月24日（土） | 10:00 - 18:00    | 14:30 - 16:45              |
| 5月25日（日） | 10:00 - 17:00    | 12:30 - 14:45              |

- イベント会場 ：
  - 県民ふれあい広場
  - 山形市役所
  - 霞城公園、市営野球場
  - 文翔館
  - ほっとなる通り（国道112号、七日町商店街）

来場者数は、24日に13万2000人、25日に12万8000人の計26万人であった。航空自衛隊の「ブルーインパルス」による曲芸飛行が行われたほか、市営野球場ではコラボレーション企画としてGLAYなどによる招待制の無料ライブが行われた。

### 第5回 秋田県秋田市
| 開催日        | イベント会場                                         | 6大祭りパレード                                                    |
| ------------- | ---------------------------------------------------- | ------------------------------------------------------------------ |
|               | 山王大通り（北緯39度71分84.4秒 東経140度10分3.92秒） | 秋田県道26号秋田停車場線（北緯39度71分84.4秒 東経140度10分3.92秒） |
| 5月30日（土） | 10:00 - 20:00                                        | 16:30 - 19:30                                                      |
| 5月31日（日） | 10:00 - 18:00                                        | 12:30 - 17:00                                                      |

- イベント会場 ：
  - 山王大通り
  - アゴラ広場（秋田駅前）

### 第6回 青森県青森市
| 開催日        | メイン会場    | 6大祭りパレード                                  |
| ------------- | ------------- | ------------------------------------------------ |
|               | 青い海公園    | 国道7号（青い森公園前）〜国道4号（橋本交差点先） |
| 6月25日（土） | 10:00 - 20:00 | 17:00 - 19:50                                    |
| 6月26日（日） | 10:00 - 17:00 | 12:30 - 15:20                                    |

- イベント会場 ：
  - 青い海公園
  - 青森駅前公園
  - ワ・ラッセ西の広場
  - 八甲田丸周辺
  - 新町通り
  - リンクステーションホール青森

来場者数は、25日が7万人、26日が10万人の計17万人であった。強風のため、青森ねぶた祭や秋田竿燈まつりなど、一部の催しが縮小または中止された。

## 沿革
2010年（平成22年）12月4日に東北新幹線が八戸駅から新青森駅まで延伸することで、「東北6県都」全てが新幹線で繋がれるのを前にした同年2月15日、「東北6県都」で開催されている6つの夏祭り（青森ねぶた祭・盛岡さんさ踊り・仙台七夕まつり・秋田竿燈まつり・山形花笠まつり・福島わらじ祭り）の実質的な主催者である6つの商工会議所が宮城県仙台市に集まり、共同で情報発信や誘客事業をして観光客の周遊を目指す初めての組織「東北夏祭りネットワーク」が結成された。2011年（平成23年）2月3日、「東北夏祭りネットワーク」に加盟する祭りを県庁所在地に限定しないことになり、加盟する祭りが35に拡大された。
同年3月11日、東北地方太平洋沖地震（東日本大震災）が発生。多数の死者・行方不明者・負傷者を出し、避難所には一時45万人以上の人々が避難した。鉄道や道路が寸断され、被災地を含む東北6県は物流が停滞して物不足が発生するが、特に燃料不足が深刻で、営業しているガソリンスタンドが東北6県の全3866店の4.8%にあたる186店にまで落ち込んだ。停電と燃料不足から暖房が充分に行えず、高齢者が低体温症から死亡するという二次被害も報告された。

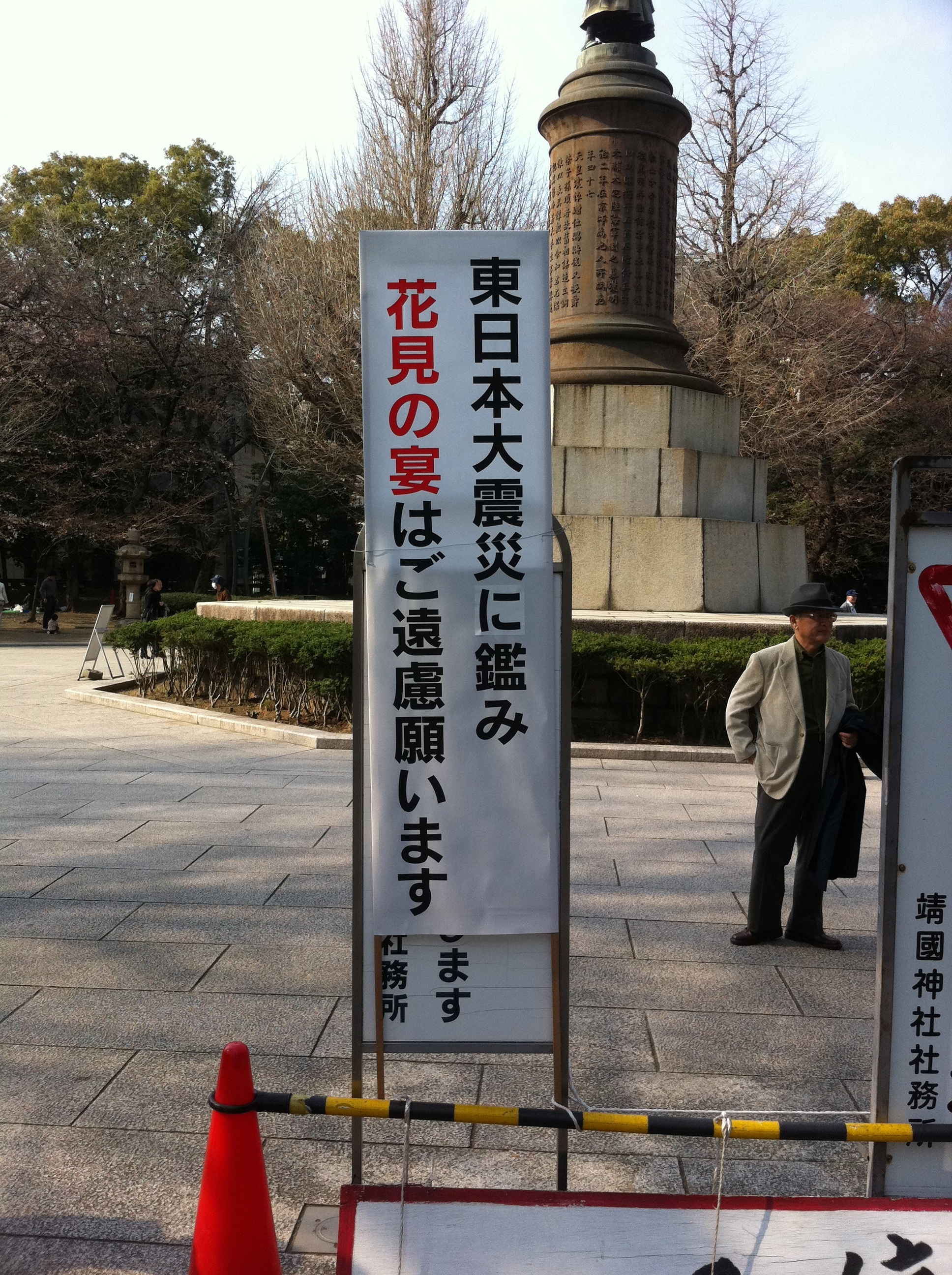
靖国神社での花見の自粛を呼びかける看板（2011年4月2日）

マスメディアを通じて被災地の悲惨な映像や、進行する東京電力福島第一原子力発電所事故の情報が次々流れる中、日本は「国難」に直面しているとして日本全体に自粛ムードが広がり、被災地のみならず被災地以外でもシーズン中の花見イベントを初めとして祭りやコンサートなどの中止が次々発表された。
一方、被災地を支援するためには被災地以外の地域の経済活性が必要との意見もあり、行き過ぎた自粛ムードを抑える動きもみられるようになった。4月5日、三陸海岸の被害の大きさに比べて被害が少なかった岩手県北上盆地にある盛岡市の市長が、6月のチャグチャグ馬コおよび8月の盛岡さんさ踊りを節電の上で例年通りの日程で開催し、自粛ムードの払拭につなげると記者会見で表明した。しかし、震災による死傷者約3千人、被害総額1兆3千億円を超える仙台市は、市の予算・人員を犠牲者・遺族・被災者支援やインフラ復旧に最大限振り向けるため、次々と祭りや大規模イベントの中止を発表していた。そこに、東北新幹線・新青森駅開業を記念して青森市と仙台市の交流促進を目的に青森市で開催予定だった仙台フィルハーモニー管弦楽団のフレンドシップ・コンサートが震災発生により中止になった青森市長が、仙台市長に青森ねぶた祭と仙台七夕まつりの共同開催を4月6日に提案した（「東北六魂祭」の端緒）。

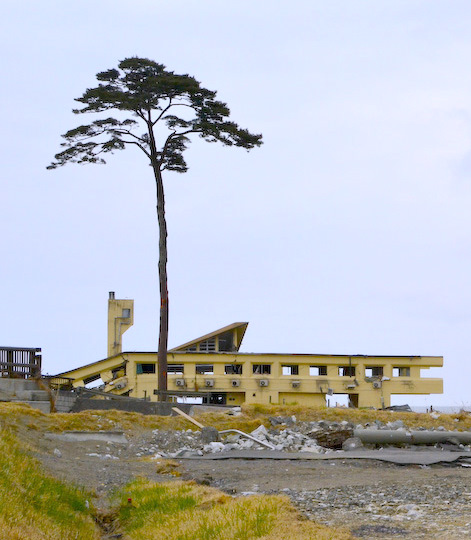
岩手県陸前高田市の「奇跡の一本松」（2011年5月21日）

震災による死者の約6割、負傷者の約7割を占め、地震と津波の最大の被災地となった宮城県では、4月7日に発生した余震によって被害が拡大するも、発災1ヶ月を前にした4月10日、救助・復旧から復興へと舵を切るため「4月29日を震災復興キックオフデーとする」と知事が表明。これに呼応して復旧作業が前倒しされた。また、被災地で初めてとなる応急仮設住宅への入居が4月9日より始まった岩手県陸前高田市では、「奇跡の一本松」「希望の松」などと呼ばれて有名になった高田松原の被災樹木の保護作業も4月15日から始まり、被災地での復旧以外の動きも見られるようになった。

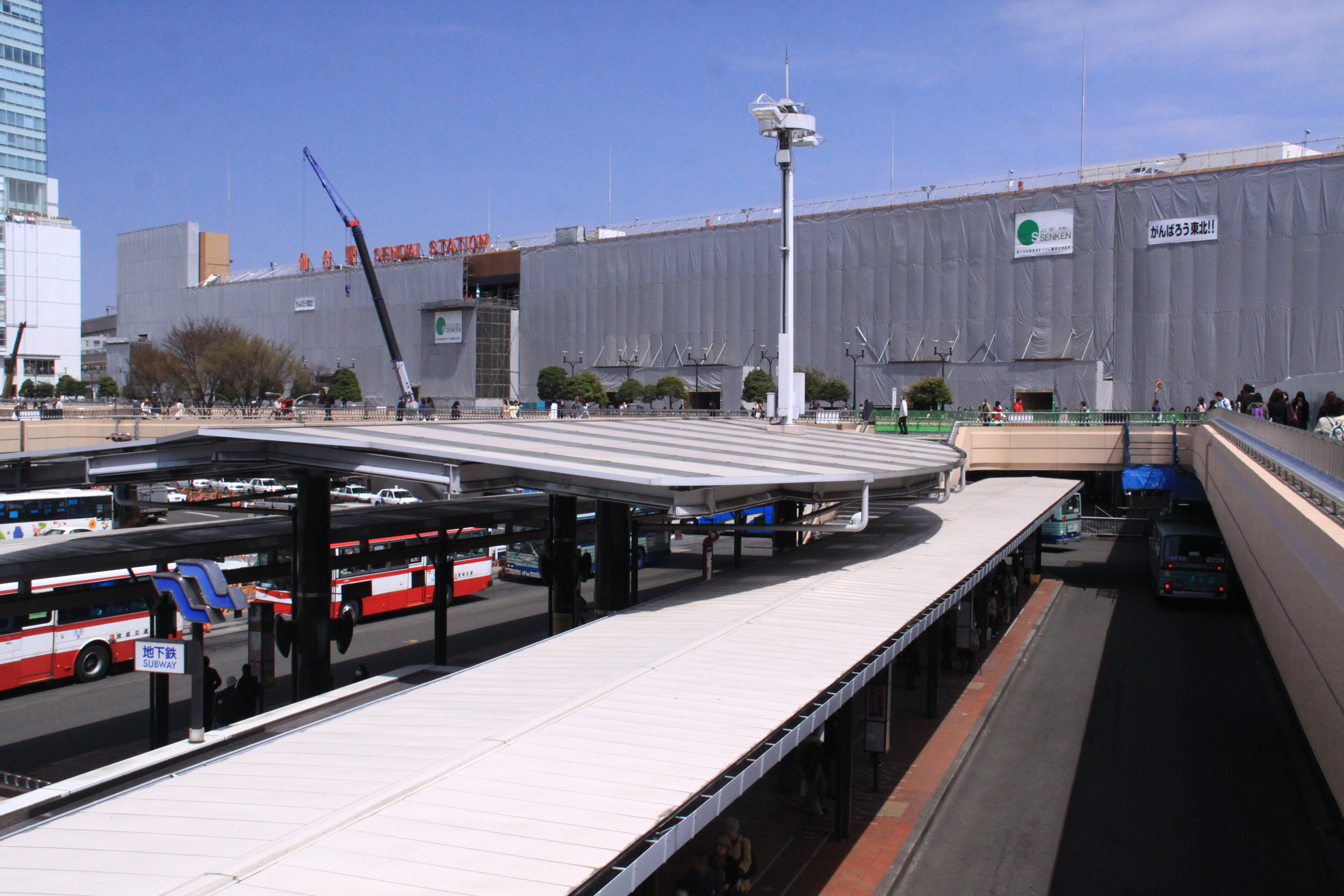
復旧工事中のJR仙台駅（2011年4月18日）

4月16日、秋田竿燈まつりが例年通りの開催を決定したことで、北東北3県の県庁所在地の夏祭りの例年通り開催が揃った。仙台市では、3月18日にほぼ全域で電力が復旧、4月11日に上水道が全面復旧、4月16日に都市ガスが被害激甚地区を除いて全面復旧するなど生活インフラが復旧し、4月25日には東北新幹線の東京駅〜仙台駅間の運行が再開し、ガソリン等の燃料不足の解消も見えてくるなど交通インフラの復旧も進んだ。また、石垣などが崩落した仙台城址において、4月13日から本丸の伊達政宗騎馬像周辺など一部が観光客等に開放されるなど、観光拠点の再開も始まった。これらを受けて、4月26日には仙台七夕まつりも例年通りの開催を決定した。
4月27日、天皇・皇后が初めて東北地方の被災地に入り、宮城県行幸を実施し、仙台市と南三陸町で被災者を見舞った（参照）。4月28日には四十九日法要が各被災地で執り行われた。宮城県が「震災復興キックオフデー」としたゴールデンウィーク初日の4月29日には復興イベントが各地で開催され、仙台市地下鉄南北線や東北新幹線が全線で再開し、日本三景・松島でも観光遊覧船が運行を再開し、球場の仮復旧を終えたベガルタ仙台と東北楽天ゴールデンイーグルスがホーム開幕戦を勝利するなど復興機運が盛り上がった。

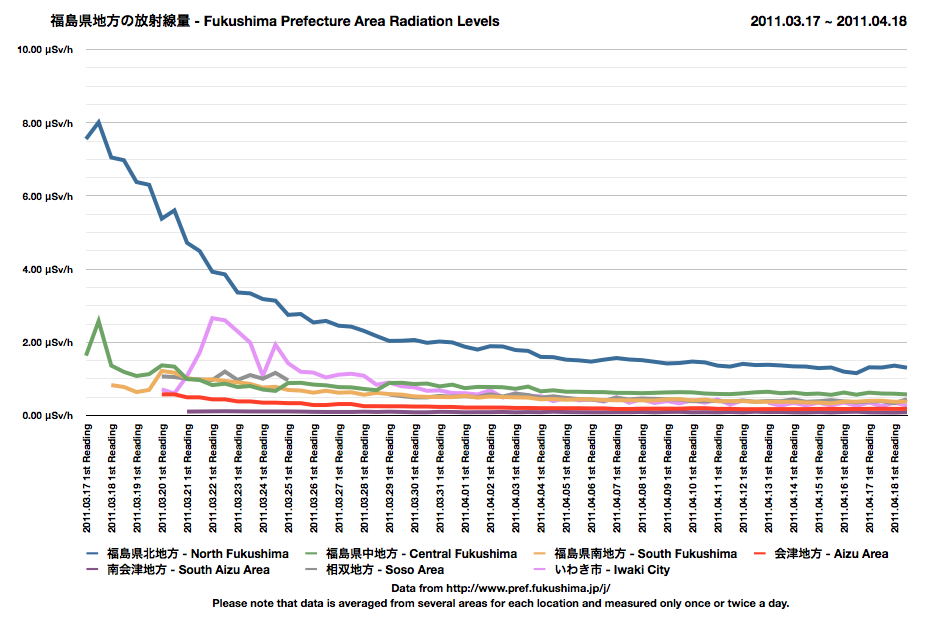
福島県各都市の空間線量（2011年3月17日 - 4月18日）

原発事故が進行する福島県では「放射能を怖がって観光客は来てくれない」との悲観的な意見もあって花見山公園のイベントを中止した経緯もあり、5月24日に山形花笠まつりが例年通りの開催を決定したのを受け、翌5月25日に開催されたわらじ祭り企画検討部会において、例年2日間の日程で開催されている福島わらじ祭りを1日間に短縮して開催すると決定した。これで「東北6県都」の6つの夏祭り総てが開催されることになった。
電通は、東北最大の観光資源ともいえる東北の夏祭りを、東北全体としての取り組みに昇華させる体制を整えるため、「東北6県とのつながりがある電通こそが、東北を結ぶハブとなり、同時に、復興支援のために協力したいと考えている企業を協賛できる」と判断。夏祭りが始まる直前の7月中に、東北人自らが団結する大型イベントを行うべき、との結論に至った。

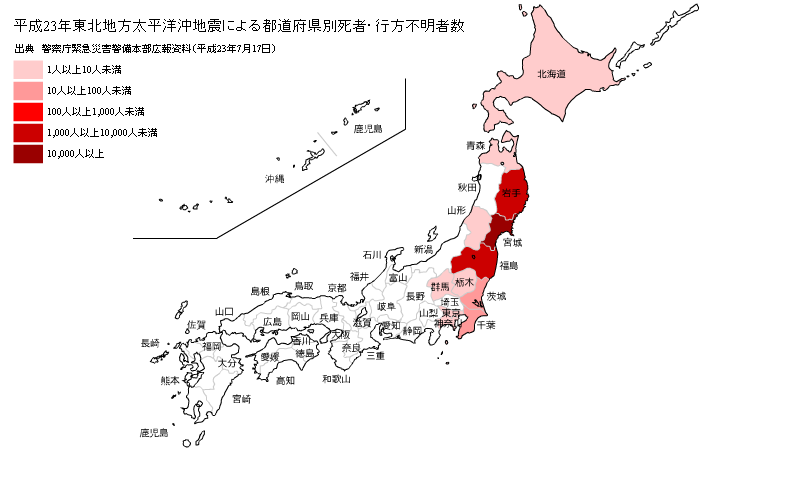
2011年7月17日発表の東北地方太平洋沖地震による都道府県別死者・行方不明者数（参照）。

5月31日、「東北6県都」の6市長が、海の日を含む三連休にあたる7月16日・17日の2日間、宮城県仙台市において「東北六魂祭」を開催すると発表した。
第1回開催後、山形市と福島市が輪番で開催すべきとの意見を表明した。第2回の開催地は盛岡市、第3回の開催地は福島市となった。第4回以降は、山形市・秋田市・青森市の順で開催される予定とされた。
福島市での第3回の開催を前にした2013年（平成25年）5月12日、同祭の実質的な運営者である電通パブリックリレーションズ（電通の関連会社）が、第3回を以って同祭を終了する可能性があることを示唆した。その理由として、震災の被害が大きかった岩手・宮城・福島の3県での開催が第3回で終了するため、協賛スポンサーが離れに拍車がかかることや、会場の一般車通行規制といった地元自治体との交渉の負担が大きいことなどが挙げられた。しかし、10月21日に市川昭男山形市長と石井直電通社長が山形市での第4回開催で合意に至った。
2016年の青森市開催で東北6県を一巡した。2017年以降は後継イベントとして「東北絆まつり」を開催することとなった。第1回を仙台市で実施し、2018年以降も各県庁所在地を巡回する。

### 関連年表

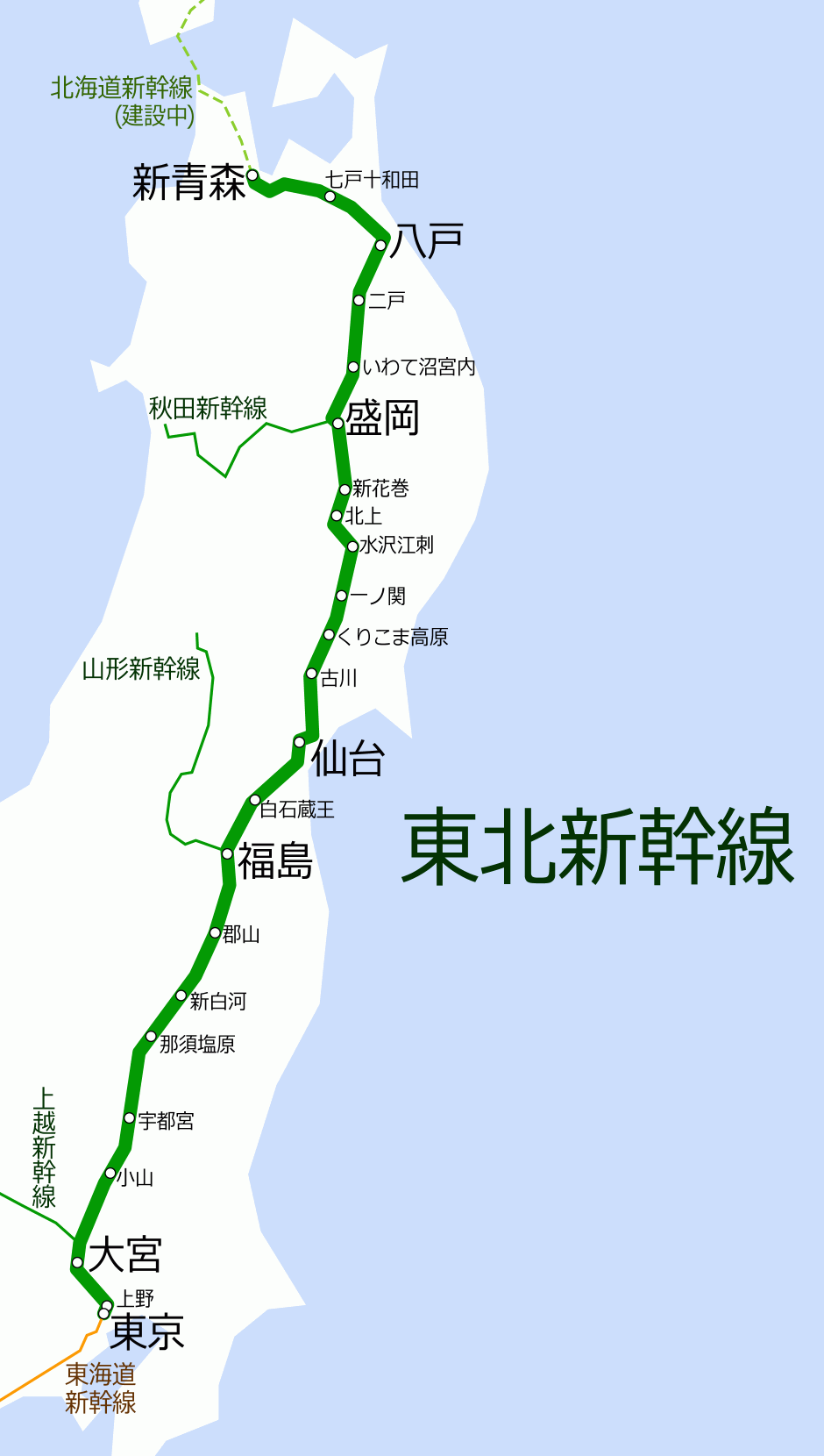
2010年（平成22年）12月4日の東北新幹線全線開業時の路線図（秋田新幹線および山形新幹線も付記）

- 2007年（平成19年）6月、前年の「北海道・東北未来戦略会議[※ 2]」の合意に基づき、東北6県（青森県・岩手県・宮城県・秋田県・山形県・福島県）、新潟県、および、仙台市（政令指定都市）により、「東北観光推進機構」が設立された[58]。
- 2008年（平成20年）
  - 9月15日、リーマン・ショックが発生し、世界金融危機が深刻化。
  - 10月1日、国土交通省に観光庁が発足。
  - 10月1日、「仙台・宮城デスティネーションキャンペーン」が開幕（12月31日まで）。
- 2009年（平成21年）3月23日、翌年12月の東北新幹線の新青森駅延伸開業を機に、2011年（平成23年）4月23日から7月22日まで「青森デスティネーションキャンペーン」を開催することが発表された[59]。
- 2010年（平成22年）
  - 2月15日、「東北6県都」で開催されている6つの夏祭り（青森ねぶた祭・盛岡さんさ踊り・仙台七夕まつり・秋田竿燈まつり・山形花笠まつり・福島わらじ祭り）の実質的な主催者である6つの商工会議所が宮城県仙台市に集まり、共同で情報発信や誘客事業をする初めての組織「東北夏祭りネットワーク」を結成した[27][28]。
  - 3月29日、東北新幹線が1982年（昭和57年）6月23日に大宮駅～盛岡駅で開業してから30周年を記念して、2012年（平成24年）4月1日から6月30日まで「いわてデスティネーションキャンペーン」が開催されることが決定した[60]。
  - 12月4日、東北新幹線が八戸駅から新青森駅まで延伸し、同線が全線開業した。

- 2011年（平成23年）

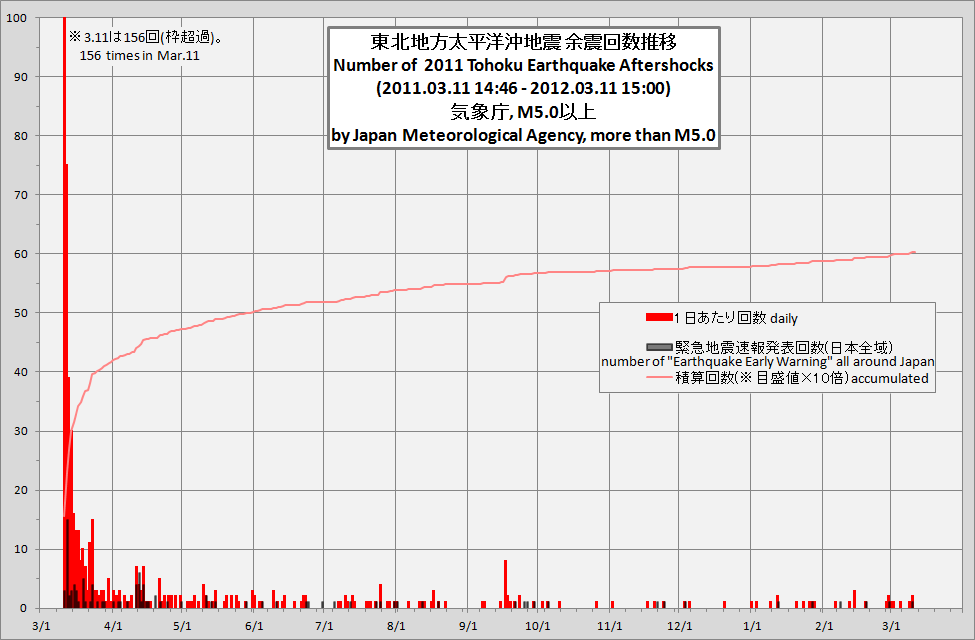
本震から1年間の余震回数の推移と緊急地震速報発表回数（日本国内全体）。3月下旬には有感地震の回数が1日10回以下まで低下したが、その後も震度の大きい地震が度々発生した。

  - 2月2日、仙台市在住のMONKEY MAJIKが、国土交通省東北運輸局および東北観光推進機構から「東北観光親善大使」を委嘱された[62]。
  - 2月3日、青森県青森市で開催された「全国商工会議所観光振興大会」において、「東北夏祭りネットワーク」に加盟する祭りが、各県庁所在地の6つの夏祭りから、五所川原立佞武多、北上・みちのく芸能まつり、全国花火競技大会（大曲の花火）、新庄まつり、相馬野馬追などを含む35になると発表された[30]。
  - 3月5日、東北新幹線の東京駅～新青森駅で「はやぶさ」が運転開始。最高速度が300km/hに引き上げられた[63]。
  - 3月11日、東北地方太平洋沖地震（東日本大震災）（最大震度7）が発生。
  - 3月12日、東京電力・福島第一原子力発電所で水素爆発が発生し、原子力事故が進行（参照）。
  - 3月14日、仙台市地下鉄南北線が一部区間（富沢駅～台原駅）で運転再開。
  - 3月16日、東北6県に所在するガソリンスタンド3866店のうち、営業継続しているのが宮城4店、岩手11店、山形18店、福島26店、青森41店、秋田86店の計186店（4.8%）に留まり、燃料不足が深刻化した[32]。
  - 3月17日、東北上空に寒気が入り込み、降雪および真冬並みの寒さとなった[64]。燃料不足や停電により暖房が出来ず、高齢の入院患者が寒さで死亡する例が報告された[32]。
  - 3月18日、仙台市内のほぼ全域で電力が復旧した[65]。
  - 3月19日、岩手県陸前高田市において、被災地で初の応急仮設住宅が着工[66]。
  - 3月24日、災害対策基本法に基く緊急交通路の指定が全面解除となり、東北自動車道の一般車両通行が全面再開[67]。
  - 3月28日、JR仙台駅駅舎の使用再開。
  - 3月31日、第21回仙台国際ハーフマラソン（5月8日開催予定）の中止が報道された[68]。
  - 4月5日、谷藤裕明盛岡市長が、チャグチャグ馬コ（6月第2土曜日）と盛岡さんさ踊り（8月1日～8月4日）を例年通り開催すると表明[34]。
  - 4月6日、第27回「仙台・青葉まつり」（5月14日・5月15日開催予定）の中止が発表された[69]。
  - 4月6日、陳情のため上京した奥山恵美子仙台市長と鹿内博青森市長とが会談し、鹿内が奥山に青森ねぶた祭と仙台七夕まつりの共同開催を持ちかけた[40]。
  - 4月7日、宮城県沖を震源とする余震（最大震度6強）が発生し、宮城県内で被害が拡大。
  - 4月9日、被災地で初めての応急仮設住宅への入居が陸前高田市で開始[42]。
  - 4月10日、自粛ムードが広がる中、発災1ヶ月を前に村井嘉浩宮城県知事が、4月29日を「震災復興キックオフデー」とすることを表明[41]。また、サクラの名所である仙台市の西公園および榴岡公園で、花見シーズンにイベントを開催することが発表された[70]。
  - 4月11日、発災1ヶ月となる同日、福島県いわき市の井戸沢断層付近を震源とする直下型地震（福島県浜通り地震）（最大震度6弱）が発生し、死傷者を出した。いわき市では土砂崩れが相次いで被害が拡大した。
  - 4月11日、仙台市内の上水道が全面復旧した[65]。
  - 4月12日、東北新幹線の那須塩原駅～福島駅が再開した[71]。また、東北本線の福島駅～仙台駅（4月7日午前再開、同日深夜の余震で運休）が再々開し、臨時快速列車「新幹線リレー号」が運行開始した[71]。これらにより、福島駅での乗換時間10分を含めて、東京駅～仙台駅が最短3時間2分でつながった[71]。
  - 4月12日、福島県いわき市で、前日より北に位置する湯ノ岳断層付近を震源とする直下型地震（最大震度6弱）が発生し、被害がさらに拡大。スパリゾートハワイアンズでは復旧までに1年を要する事となる。
  - 4月13日、津波の被害を受けた仙台空港が運用再開。
  - 4月13日、仙台城址（青葉山公園）の立入禁止が解かれて、伊達政宗騎馬像周辺など本丸の一部が観光客等に開放。
  - 4月13日、鹿内博青森市長が、青森ねぶた祭（8月2日～8月7日）を例年通り開催すると発表[72]。
  - 4月16日、平成23年度秋田市竿燈まつり実行委員会第1回総会において、秋田竿燈まつり（8月3日～8月6日）を例年通り開催することが決定。
  - 4月16日、仙台市ガス局の供給地域の内、被害激甚地区を除き都市ガスが全面復旧した[65]。
  - 4月23日、予定通り「青森デスティネーションキャンペーン」が開幕（7月22日まで）[73]。
  - 4月25日、東北新幹線の福島駅～仙台駅が再開し、東京駅～仙台駅が新幹線でつながれた[74]。これにより、新幹線の運休区間は仙台駅～一ノ関駅を残すのみとなった[75]。
  - 4月26日、「おいでよ! 仙台・宮城、東北へ」キャンペーンを5月下旬から当年度中を通じて開催することが仙台市から発表された[76]。
  - 4月26日、「仙台七夕まつり」（8月6日・8月7日・8月8日）の開催を決定[77]。
  - 4月27日、天皇・皇后が初めて東北地方の被災地に入り、宮城県行幸啓を実施した（参照）[44]。
  - 4月28日（木曜日）、各被災地で合同の四十九日の法要が執り行われた。
  - 4月29日（昭和の日）、ゴールデンウィーク初日の同日を宮城県は「震災復興キックオフデー」とした[78][79]が、これに合わせて、東北新幹線の仙台駅～一ノ関駅が運転再開し、全線で運転再開。また、仙台市地下鉄南北線も全線で運転再開した。瑞鳳殿も観覧を再開し[80]、日本三景・松島でも観光遊覧船が運行を再開した[81]。
  - 5月6日、天皇・皇后が岩手県行幸を実施した[44]。
  - 5月7日、「平泉―仏国土（浄土）を表す建築・庭園及び考古学的遺跡群―」をユネスコの世界遺産リストに登録するよう、国際記念物遺跡会議 (ICOMOS) が勧告を行った。
  - 5月9日、「仙台・宮城デスティネーションキャンペーン」が2013年（平成25年）4月1日から6月30日に、「秋田デスティネーションキャンペーン」が同年10月1日から12月31日に開催されることが決定[82]。
  - 5月11日、天皇皇后が福島県行幸を実施した[44]。
  - 5月24日、山形県花笠協議会総会において、山形花笠まつり（8月5日～8月7日）を例年通り開催することが決定した[46]。
  - 5月25日、わらじ祭り企画検討部会において、例年2日間の日程で開催されている福島わらじ祭りを1日間（8月6日）に短縮して開催することが決定[47]。
  - 5月31日、宮城県仙台市において、7月16日・17日に「東北六魂祭」を開催すると「東北6県都」の市長が発表した[48]。
  - 6月1日、第9回仙台カップ国際ユースサッカー大会（9月開催予定）の中止が報道された[83]。
  - 6月19日24時、NEXCO地方部でのETC割引制度「休日特別割引」（休日は終日50%引き、上限1,000円）の上限1,000円が廃止された[84][85]。
  - 6月20日0時、中型車より大きい車（トラックやバスなど）、および、東日本大震災の被災証明書または罹災証明書を有している者が乗車する車両が、新潟中央IC、白河IC、水戸ICより北にあるNEXCO東日本および地方道路公社の高速道路のインターチェンジを発着する場合、NEXCO地方部および東北地方の地方道路公社の通行を無料化する措置が始まった（参照）[86][85]。
  - 6月26日、「平泉|平泉―仏国土（浄土）を表す建築・庭園及び考古学的遺跡群―」がユネスコの世界遺産リストに登録された[87][88]。
  - 7月1日、「仙台・宮城【伊達な旅】復興キャンペーン」が開幕[89]。7月から9月は東日本旅客鉄道（JR東日本）も協力[89]。
  - 7月5日、東日本大震災復興対策担当大臣および内閣府特命担当大臣（防災担当）を兼任する松本龍衆議院議員が、被災地への暴言が原因で辞任。
  - 7月16日（土曜日）・7月17日（日曜日）、「東北六魂祭」が宮城県仙台市で開催。
  - 7月18日（月曜日）、海の日（国民の祝日）
  - 7月22日、「青森デスティネーションキャンペーン」が閉幕。
  - 8月1日、「盛岡さんさ踊り」が開幕（8月4日まで）。
  - 8月2日、「青森ねぶた祭」が開幕（8月7日まで）。
  - 8月3日、「秋田竿灯まつり」が開幕（8月6日まで）。
  - 8月4日、東海テレビで「セシウムさん騒動」[90]が発生。後に同社社長が岩手県等に謝罪。
  - 8月5日、「山形花笠まつり」が開幕（8月7日まで）。
  - 8月6日、「仙台七夕まつり」が開幕（8月8日まで）。
  - 8月6日、「福島わらじまつり」開催（1日のみに短縮）。
- 2012年（平成24年）
  - 1月20日、第2回「東北六魂祭」を岩手県盛岡市で5月26日・27日に開催することが決定[91]。
  - 3月15日、「東北夏祭りネットワーク」を春・秋・冬の祭りを加えて拡大した「東北まつりネットワーク」が結成された[92]。
  - 3月18日、「東北観光博」開幕（2013年（平成25年）3月31日まで）。
  - 4月1日、「いわてデスティネーションキャンペーン」が開幕。
  - 5月26日（土）・5月27日（日）、第2回「東北六魂祭」が岩手県盛岡市で開催。
  - 6月30日、「いわてデスティネーションキャンペーン」が閉幕。
  - 10月29日、第3回「東北六魂祭」を福島県福島市で開催することが決定[6]。
- 2013年（平成25年）
  - 1月6日、福島県・会津地方出身の新島八重が主人公である、NHK大河ドラマ『八重の桜』が放送開始。
  - 1月24日、第3回「東北六魂祭」を福島県福島市で6月1日・2日に開催すると発表された[7]。
  - 3月16日、東北新幹線「はやぶさ」の営業最高速度が320km/hに引き上げられ、秋田新幹線でE6系「スーパーこまち」が営業運転を開始した。
  - 4月1日、「仙台・宮城デスティネーションキャンペーン」が開幕（6月30日まで）。
  - 4月1日、岩手県・北三陸を舞台の1つとするNHK連続テレビ小説『あまちゃん』が放送開始（9月28日まで）。
  - 6月1日（土）・6月2日（日）、第3回「東北六魂祭」が福島県福島市で開催[7]。
  - 10月1日、「秋田デスティネーションキャンペーン」が開幕（12月31日まで）。
- 2014年（平成26年）
  - 1月15日、仙台市出身・在住のRakeが、国土交通省東北運輸局および東北観光推進機構から「東北観光親善大使」を委嘱された[93]。
  - 1月31日、第4回「東北六魂祭」を山形県山形市で5月24日・25日に開催すると発表された[8]。
  - 5月24日（土）・5月25日（日）、第4回「東北六魂祭」が山形県山形市で開催[8]。
  - 6月14日、「山形デスティネーションキャンペーン」が開幕（9月13日まで）。
  - 7月11日、東北楽天ゴールデンイーグルスが、国土交通省東北運輸局および東北観光推進機構から「東北観光親善大使」を委嘱された[94]。
- 2015年（平成27年）
  - 4月1日、「福島デスティネーションキャンペーン」が開幕（6月30日まで）。
  - 5月30日（土）・5月31日（日）、第5回「東北六魂祭」が秋田県秋田市で開催。
- 2016年（平成28年）
  - 6月25日（土）・6月26日（日）、第6回「東北六魂祭」が青森県青森市で開催。
- 2017年（平成29年）
  - 1月27日、後継イベントとして「東北絆まつり」を開催することを発表[55][57]。

## 組織

### 主催
- 東北六魂祭実行委員会
- 青森市
- 盛岡市
- 仙台市
- 秋田市
- 山形市
- 福島市

- 青森ねぶた祭実行委員会
- 盛岡さんさ踊り実行委員会
- 仙台七夕まつり協賛会
- 秋田市竿燈まつり実行委員会
- 山形県花笠協議会
- 福島わらじまつり実行委員会

### 協賛
- JAグループ秋田
- 秋田銀行
- 東北電力
- TDK
- TVfan
- ニプロ
- 北都銀行
- オーヴォ
- 佐藤養助
- アサヒビール
- キヤノン
- みちのくコカ・コーラボトリング
- サッポロビール
- 東日本旅客鉄道（JR東日本）
- 日本生命
- 東日本高速道路（NEXCO東日本）
- ファミリーマート
- 三菱自動車工業

- アートネイチャー
- アクサ生命
- アコム
- イオン
- 出光興産
- NTTドコモ
- NTT東日本
- ENEOS
- 大塚製薬
- 麒麟麦酒（キリンビール）
- KDDI
- サークルKサンクス
- サントリーホールディングス（サントリー）
- 積水ハウス
- ソフトバンク
- タマホーム
- トヨタL&F
- トヨタ自動車
- Windows 10（マイクロソフト・日本マイクロソフト）
- ハウス食品
- プロミス
- 本田技研工業
- 薬王堂
- ヤクルト本社

- 赤城乳業
- 旭化成
- コニカミノルタ
- 三陽商会
- 新宿中村屋
- スカパーJSAT
- ソーラーフロンティア
- デンソー
- 久光製薬
- Facebook navi
- BOAT RACE
- ボルボ・カーズ・ジャパン
- モビット
- ユーキャン
- ライオン
- LIXIL
- レオパレス21

### 特別協力
- 東日本旅客鉄道（JR東日本）
- 東日本高速道路（NEXCO東日本）
- 東京23区・特別区長会（第5回）

### 協力
- ベネフィット・ワン

### 後援
- 観光庁
- 復興庁
- 東北運輸局
- 東北観光推進機構
- 岩手県
- 東奥日報社
- デーリー東北新聞社
- 岩手日報社
- 河北新報社
- 秋田魁新報社
- 山形新聞社
- 福島民報社
- 福島民友新聞社

- 青森放送
- 青森テレビ
- エフエム青森
- 青森朝日放送
- IBC岩手放送
- テレビ岩手
- エフエム岩手
- 岩手めんこいテレビ
- 岩手朝日テレビ
- 東北放送
- 仙台放送
- 宮城テレビ放送
- 東日本放送
- エフエム仙台

- 秋田放送
- 秋田テレビ
- エフエム秋田
- 秋田朝日放送
- 山形放送
- 山形テレビ
- エフエム山形
- テレビユー山形
- さくらんぼテレビジョン
- ラジオ福島
- 福島テレビ
- 福島中央テレビ
- 福島放送
- テレビユー福島
- エフエム福島